# Écarté
Écarté, eller med försvenskad stavning ekarté, är ett klassiskt kortspel för två deltagare, vars tillkomst kan härledas till 1700-talets Frankrike. En lek med 32 kort används, motsvarande en vanlig fransk-engelsk kortlek med 2:or t.o.m. 6:or borttagna. Kortens rangordning är speciell: essen är rankade mellan knektarna och 10:orna. 
Spelet går ut på att vinna flest stick. Spelarna får i given fem kort var, varefter nästa kort vänds upp och bestämmer vilken färg som ska vara trumf. Båda spelarna har därefter möjlighet att byta ut valfritt antal kort mot nya från leken, men ett sådant byte kan bara ske på förslag från förhand och kräver också att motspelaren går med på detta. 
Den spelare som tar hem tre eller fyra stick får 1 poäng. Fem hemtagna stick ger 2 poäng. Har given tagit hem flest stick belönas detta med en extra poäng om inget kortbyte skett, och om förhand tagit flest stick erhålls en extra poäng om given inte gått med på kortbyte. Därutöver ges 1 poäng till den spelare som kan visa upp trumfkungen. Först till 5 poäng vinner partiet.  
Namnet écarté kommer av franskans écarter, som betyder ”kasta bort”.